# Sampsa Timoska
Sampsa Timoska (ur. 12 grudnia 1979 w Kokemäki) – fiński piłkarz występujący na pozycji obrońcy. W swojej karierze rozegrał 230 spotkań i zdobył 6 bramek w Veikkauliidze. Zagrał też w 21 meczach angielskiej ligi Championship.
Dwukrotnie wystąpił w reprezentacji Finlandii.